# Алонсо, Хуан (кубинский футболист)
Хуа́н Альбе́рто Ало́нсо Ло́пес (исп. Juan Alberto Alonzo López, 24 июня 1911, Гавана — неизвестно) — кубинский футболист, игравший на позиции полузащитника. Участник чемпионата мира 1938 года в составе национальной сборной Кубы.

## Клубная карьера
Алонсо играл за команду «Фортуна» Гавана в чемпионате Кубы.

## Карьера в сборной
После того, как сборная Кубы не сумела пройти квалификацию на чемпионат мира 1934 года в Италии, Алонсо и его команде улыбнулась удача — из-за снятия с отбора на чемпионат мира 1938 года всех остальных команд Северной Америки, сборная получила путёвку на турнир автоматически. В 1938 году Алонсо был вызван на чемпионат мира и принял участие в одном матче.
В 1/8 финала против Румынии Куба сумела перевести игру в дополнительное время, сыграв вничью 3:3, а в ответном матче, благодаря голам Эктора Сокорро и Томаса Фернандеса, Куба смогла победить Румынию со счётом 2:1 и выйти в четвертьфинал. Сам же Алонсо появился на поле только в четвертьфинальном матче, в котором его сборная на глазах 7000 зрителей на стадионе Стад дю Фор Карре была разгромлена сборной Швеции со счётом 8:0 и покинула турнир.